# Olivia Crocicchia
Olivia Crocicchia   (Connecticut, 1 d'agost de 1995) és una actriu estatunidenca. És coneguda per haver interpretat el paper de Katy Gavin, la filla del personatge de Denis Leary, a la sèrie de televisió Rescue Me el 2004. També va interpretar un paper destacat a la sèrie I Killed My BFF el 2015.

## Filmografia

### Cinema
| Any  | Títol                 | Personatge    | Notes        |
| ---- | --------------------- | ------------- | ------------ |
| 2005 | Walking on the Sky    | Lisa          |              |
| 2010 | Almost Kings          | Emily         |              |
| 2011 | Terri                 | Heather Miles |              |
| 2012 | Watch the Corners     |               | Curtmetratge |
| 2012 | Besties               | Sandy         | [ 4 ]        |
| 2013 | Palo Alto             | Chrissy       |              |
| 2014 | At the Devil 's Door  | Charlene      |              |
| 2014 | Men, Women & Children | Hannah Clint  |              |
| 2014 | Teacher of the Year   | Faith Gregory |              |
| 2015 | Accidental Love       | Marsha Weber  |              |
| 2015 | Backgammon            | Elizabeth     | [ 5 ]        |
| 2016 | Actors Anonymous      | Elle          |              |
| 2017 | The Yellow Birds      | Tess          |              |
| 2017 | Mom and Dad           | Riley         |              |

### Televisió
| any     | Títol                                 | Personatge     | Notes       |
| ------- | ------------------------------------- | -------------- | ----------- |
| 2003    | Law &amp; Order: Special Victims Unit | Courtney Jones |             |
| 2004    | Law &amp; Order                       | Sophie Winslow |             |
| 2004-11 | Rescue Me                             | Katy Gavin     | 38 episodis |
| 2011    | CSI: NY                               | Kate Weber     |             |
| 2013    | Boomerang                             | Gemma          |             |
| 2015    | Casual                                | Kelly          |             |
| 2015    | I Killed My BFF                       | Heather Thomas |             |